# Prosopalpus
Prosopalpus is een geslacht van vlinders van de familie dikkopjes (Hesperiidae), uit de onderfamilie Hesperiinae.

## Soorten
- P. debilis (Plötz, 1879)
- P. saga Evans, 1937
- P. styla Evans, 1937